# 观寨镇
观寨镇，原名观寨乡，是中华人民共和国河北省邢台市巨鹿县下辖的一个镇，2020年12月撤乡设镇。

## 行政区划
观寨镇下辖以下地区：
乔家庄村、观寨村、小寨村、肖庄村、乍补寨村、大王庄村、小王庄村、张文言村、刘营村、马旺营村、石佛店村、大河道村、二河道村、三河道村、何寨村、崔寨村、南哈口村、西乔庄村、小马房村、大马房村、西铜马村、东铜马村、沙井村、柳茂村、路庄村、刘庄村和西冯寨村。